# Sucre ecuatoriano
El sucre (S/.) (ISO 4217: ECS) fue la antigua moneda de curso legal de Ecuador. El 9 de enero de 2000, empezó su reemplazo por el dólar estadounidense, durante la presidencia de Jamil Mahuad Witt, a una tasa de cambio de 25 000 sucres por dólar. El sucre estaba subdividido en 100 centavos. Nombrada en honor al mariscal venezolano Antonio José de Sucre, fue creada el 22 de marzo de 1884 y estuvo en vigor durante 116 años.
Aún después del proceso de dolarización en el país, el Banco Central del Ecuador emite su propia moneda fraccionaria denominada como centavos de dólar de Ecuador.

## Historia
El peso ecuatoriano fue renombrado a sucre el 22 de marzo de 1884, ubicado en base al estándar de plata. El sucre fue definido en 22,5 g de plata fina (equivalente a 5 francos de la Unión Monetaria Latina). Monedas subestándar fueron retiradas entre 1887 y 1892, sólo las monedas de estándar de alta calidad en plata permanecieron en circulación.
La caída del precio internacional de la plata se acelera durante la década de 1890, y el 3 de noviembre de 1898 Ecuador cambia al patrón oro, con el sucre definido como 732,224 mg de oro fino (equivalente a 2 chelines de libra esterlina).
Tal como aconteció a otras monedas, el sucre vino a ser inconvertible poco antes del inicio de la Primera Guerra Mundial en 1914. La tasa de cambio mantuvo su descenso pese a las extensas medidas emitidas para evitarlo. Fue finalmente estabilizada durante 1926, y el 4 de marzo de 1927 Ecuador adopta el estándar de intercambio en oro, con un sucre igual a 300,933 mg de oro fino o USD 0,20 (con una devaluación del 58,8 %).
El patrón intercambio-oro fue suspendido el 8 de febrero de 1932. Los controles de cambio fueron adoptados el 30 de abril y la tasa oficial fue fijada en 5,95 (compra) por dólar estadounidense. Después el precio de plata subió más allá del valor nominal de la mayoría de monedas de plata en la década de 1930, Ecuador embargó la exportación de plata (17 de mayo de 1935). Esto fue seguido por numerosos ajustes al sistema de cambio de divisas pese a lo que el sucre siguió depreciándose. Los controles de divisas, finalmente se levantaron en septiembre de 1937 y el tipo de cambio oficial se fijó en el 13,5 sucres por dólar estadounidense. El sucre se devaluó a 14,77 sucres por dólar el 4 de junio de 1940 y se volvieron a imponer controles de cambio. El tipo de cambio oficial se convirtió en 14 en 1942 y 13,5 en 1944.
La paridad se registró con el Fondo Monetario Internacional el 18 de diciembre de 1946, a 65,827 mg de oro fino (13,5 dólares estadounidenses). Pero en 1947 se adoptó un sistema de tipos de cambios múltiples. El sucre, por solicitud del FMI, se devaluó a 15 sucres por dólar en 1950, a 18 en 1961, y a 25 en 1970.
El sucre mantuvo un tipo de cambio relativamente estable contra el dólar estadounidense hasta 1983, cuando se devaluó a 42 por dólar y se adoptó una paridad móvil. La depreciación cobra impulso y el mercado libre lo hizo llegar a más de 800 por dólar en 1990 y casi 3000 en 1995.
El sucre perdió 67 % de su valor de cambio de divisas durante 1999, y en una semana cayó en picado un 17 %, terminando en 25 000 sucres por dólar estadounidense el 7 de enero de 2000. El 9 de enero de 2000, el presidente Jamil Mahuad Witt anunció que el dólar de los Estados Unidos sería adoptado como moneda oficial de Ecuador. El dólar de los EE. UU. se convirtió en moneda de curso legal en Ecuador el 13 de marzo de 2000 y el sucre dejó de tener un curso legal el 9 de septiembre de 2000. El sucre fue canjeable en el Banco Central hasta el 8 de junio de 2001 a 25 000 sucres por dólar.

## Nombre
El 22 de marzo de 1884, durante la presidencia de José María Plácido Caamaño, el Ecuador adoptó al sucre como la unidad monetaria nacional. El decreto fue dictado por la Asamblea Constituyente reunida en Quito. Ahí, el padre Julio Matovelle propuso el nombre del mariscal Sucre para denominar a la moneda del país. Lo hizo para rendir homenaje a uno de los próceres de las guerras independentistas de la región.

## Monedas

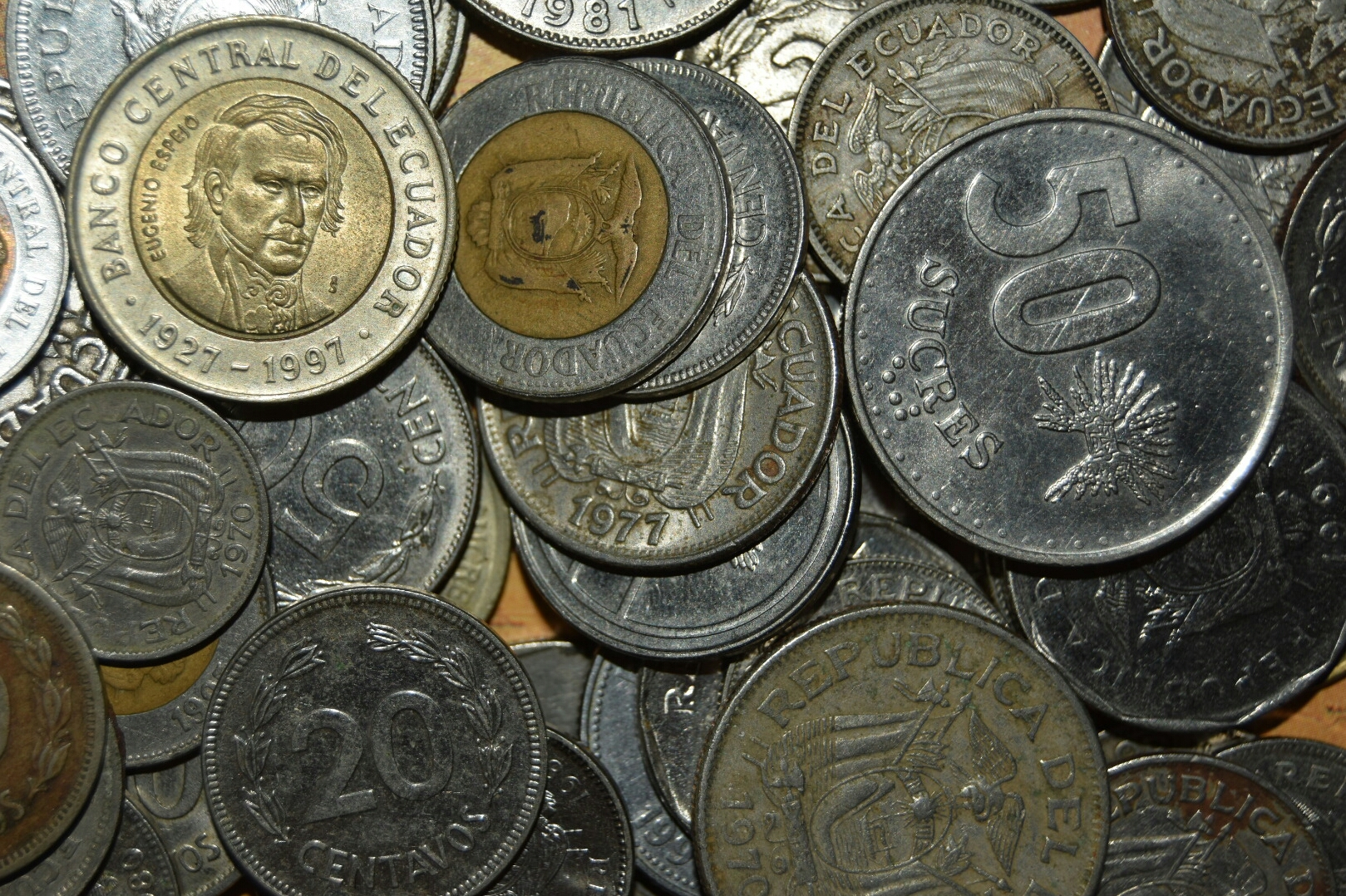
Monedas ecuatorianas

El sucre ecuatoriano tiene dos periodos reconocidos el sistema francés decimal desde el 1 de abril de 1884 cuando se promulga el decreto mediante el cual, se establece un numerario nacional completo en plata y oro, de acuerdo a las características establecidas por la UML. La unidad monetaria de plata se llamaría sucre y se correspondería al peso fuerte de cinco francos franceses, mientras que la unidad monetaria de oro equivaldría a diez sucres. Además, existirían fracciones centesimales elaboradas en níquel y plata (1/2, 1, 2 y 5 centavos; 1/2, 1 y 2 décimos, 1/2 sucre y sucre)
En 1917 se acuñaron monedas de 2½, 5 y 10 centavos. Después de la Primera Guerra Mundial, en 1928, llegaron las primeras remesas de monedas a solicitud del recién creado Banco Central del Ecuador: 1, 2½, 5, 10 y 50 centavos; 1 y 2 sucres, y 1 cóndor (equivalente a 25 sucres).
En 1937 se dicta una nueva ley de monedas en la que por primera vez se establece un cono monetario totalmente fiduciario se acuñaron moneda con valores de 5, 10, 20 y 50 centavos; 1, 2, 5 sucres, estas dos últimas en plata (1943-1944), y níquel en 1973 (no fueron puesta en circulación, por lo que son piezas muy rara para numismáticos). La ley de monedas de abril de 1937 estableció el tipo más duradero para el monetario ecuatoriano ya que su vigencia se mantuvo de manera ininterrumpida hasta 1986.
En 1988, debido a la alta inflación y la devaluación del sucre, se acuñaron monedas de 5, 10, 20 y 50 sucres (junto con 50 centavos y 1 sucre que prácticamente no circularon).
Las últimas monedas de sucre en circular fueron de 100, 500 y 1000 sucres acuñadas en 1995 y 1996. En el año 2000, fueron reemplazadas por los centavos de dólar de Ecuador.

### Monedas
| Denominación | Imagen | Acuñación | Denominación | Imagen | Acuñación | Denominación | Imagen | Acuñación |
| ------------ | ------ | --------- | ------------ | ------ | --------- | ------------ | ------ | --------- |
| 1 centavos   |        | 1928      | 5 centavos   |        | 1946      | 10 centavos  |        | 1964      |
| 20 centavos  |        | 1946      | 50 centavos  |        | 1988      | 1 sucre      |        | 1980      |
| 1 sucre      |        | 1988-1992 | 2 sucres     |        | 1944      | 5 sucres     |        | 1988-1991 |
| 10 sucres    |        | 1987      | 20 sucres    |        | 1988      | 50 sucres    |        | 1988      |
| 100 sucres   |        | 1995      | 100 sucres   |        | 1997      | 500 sucres   |        | 1995      |
| 1000 sucres  |        | 1996      | 1000 sucres  |        | 1997      |              |        |           |

## Billetes
Los primeros billetes denominados en sucres fueron emitidos por bancos privados. El Banco Central del Ecuador provisionalmente expidió billetes por 80 centavos y 4 sucres entre 1885 y 1887 debido a un tipo de conversión de 5 pesos = 4 sucres para el anterior billete de este banco. Billetes regulares se emitieron hasta 1926 en valores de 1, 2, 5, 10, 20, 50, 100, 500 y 1000 sucres. Billetes de 1 sucre emitidos por el Banco Anglo-Ecuatoriano en 1885 y 1886, y por el Banco de Quito en 1885.
El Banco de la Unión emitió billetes entre 1887 y 1895 en denominaciones de 1, 5, 10, 20 y 100 sucres, mientras que el Banco Internacional emitió billetes entre 1887 y 1894 en las denominaciones de 1, 5, 10, 20, 100, 500 y 1000 sucres. El Banco Comercial y Agrícola emitió billetes entre 1895 y 1925 en valores de 1, 5, 10, 20, 50, 100, 500 y 1000 sucres. El Banco del Pichincha emite billetes de 1, 5, 10, 20, 50 y 100 de sucres entre 1907 y 1924. El Banco del Azuay expide billetes de 1, 2, 5 y 10 sucres entre 1914 y 1924. La Compañía de Crédito Agrícola e Industrial expide billetes de 2 y 10 sucres en 1921. Por último, el Banco de Descuento expide billetes de 5 y 50 sucres en 1923 y 1924.
En 1926, la Caja Central de Emisión y Amortización fue señalada para efectuar la transición de la moneda desde bancos privados a un banco central. El mismo emite billetes en 1926 y 1927 en valores de 1, 2, 5, 10 y 1000 sucres que fueron reimpresiones de los billetes emitidos por los bancos privados.
Los primeros billetes del Banco Central (Banco Central del Ecuador Sociedad Anónima) se emitieron en 1928 en denominaciones de 5, 10, 20, 50 y 100 sucres. Estos billetes tenían una cláusula de amortización de oro, por ejemplo, Pagará al portador a la vista CINCO sucres en oro ó giros oro (promesas de pago al portador a la vista CINCO SUCRES en oro o de oro de cambio). La cláusula de oro se mantuvo en los billetes del Banco Central hasta 1939, cuando se modificó el texto a Pagará al portador a la vista CINCO Sucres. Otras denominaciones de 500 y 1000 sucres fueron autorizadas en 1944.
Entre 1949 y 1950, el Banco Central presentó nuevos billetes de un tamaño reducido (157 × 68 mm) en denominaciones de 5, 10, 20, 50 y 100 sucres, y agregó la frase Pagará al portador a la vista, dejando tan sólo el literal contador (es decir, la denominación). Todos los billetes distribuido desde 1928 habían sido impresos por la American Bank Note Company. Pero Waterlow and Sons se hace ahora del contrato para la emisión de los billetes de 5 y 50 sucres, que fueron los primeros billetes de Ecuador en tener un hilo de seguridad. Al final del decenio de 1950, Waterlow se abandonó en favor de Thomas de la Rue, que imprime billetes de 5, 20, 50 y 100 sucres, mientras que American Bank Note siguió imprimiendo billetes de 5, 10, 20 y 100 sucres. Los billetes de ambos impresores compartieron el mismo modelo básico; pero mientras American Bank Note utiliza placas collar como dispositivo de seguridad, de La Rue utiliza un hilo de metal. Estos billetes pasaron por varias modificaciones, y la tinta de seguridad fluorescente fue introducida alrededor de 1970. Un billete de 1000 sucres de pequeño tamaño fue finalmente puesto en circulación en 1973.
El siguiente cambio se produjo en 1975, cuando la parte trasera de todos los billetes circulantes fue rediseñada para mostrar el nuevo escudo de armas nacional. Un pequeño billete de 500 sucres aparece también a finales de los años 70.
A partir de 1984, el título Banco Central del Ecuador aparece en los billetes, sin el texto Sociedad Anónima. Y la marca de la imprenta ya no aparece en los mismos. Cuando la inflación tomó impulso, se introduce mayores denominaciones: 5000 en 1987, 10 000 en 1988, 20 000 en 1995 y 50 000 en 1996.

### Modelos de billete
| Denominación  | Imagen | Circuló desde | Dimensiones | Personaje                                | Reverso                           |
| ------------- | ------ | ------------- | ----------- | ---------------------------------------- | --------------------------------- |
| 5 sucres      |        | 1928          | 140 × 65 mm | Antonio José de Sucre                    | Escudo del Ecuador                |
| 10 sucres     |        | 1928          | 140 × 65 mm | Sebastián de Benalcázar                  | Escudo del Ecuador                |
| 20 sucres     |        | 1928          | 140 × 65 mm | Iglesia de la Compañía de Jesús en Quito | Escudo del Ecuador/               |
| 50 sucres     |        | 1928          | 140 × 65 mm | Columna a los próceres del 9 de octubre  | Escudo del Ecuador                |
| 100 sucres    |        | 1928          | 140 × 65 mm | Simón Bolívar                            | Escudo del Ecuador                |
| 500 sucres    |        | 1944          | 140 × 65 mm | Dr. Eugenio de Santa Cruz y Espejo       | Escudo del Ecuador                |
| 1000 sucres   |        | 1944          | 140 × 65 mm | Rumiñahui                                | Escudo del Ecuador                |
| 5000 sucres   |        | 1987          | 140 × 65 mm | Juan Montalvo                            | Tortuga Galápagos                 |
| 10 000 sucres |        | 1988          | 140 × 65 mm | Vicente Rocafuerte                       | Plaza de la Independencia (Quito) |
| 20 000 sucres |        | 1995          | 140 × 65 mm | Gabriel García Moreno                    | Escudo del Ecuador                |
| 50 000 sucres |        | 1996          | 140 × 65 mm | Eloy Alfaro                              | Escudo del Ecuador                |

Billetes usados durante los últimos años del sucre (junto con las monedas de 100, 500 y 1000 sucres) incluyen:
- S/.5000 (cara frontal: escritor/autor Juan Montalvo de Ambato. Cara posterior: tortuga de Galápagos), con valor (en el tiempo de la dolarización) de USD 0,20.
- S/.10 000 (cara frontal: segundo presidente de Ecuador y el primero nacido en Ecuador, Vicente Rocafuerte. Cara posterior: Monumento a la Independencia en Quito en la Plaza Grande), con valor de USD 0,40.
- S/.20 000 (cara frontal: presidente conservador Gabriel García Moreno. Cara posterior: escudo del Ecuador), con valor de USD 0,80.
- S/.50 000 (cara frontal: presidente liberal Eloy Alfaro. Cara posterior: escudo del Ecuador), con valor de USD 2.

## Tasas de cambio históricas
Sucres por dólar estadounidense
| Año                     | Mercado oficial (promedio de venta) | Mercado de intervención (promedio de venta) | Mercado libre (promedio de venta) |
| ----------------------- | ----------------------------------- | ------------------------------------------- | --------------------------------- |
| 1925                    | 4,31                                | -                                           | -                                 |
| 1926                    | 5,02                                | -                                           | -                                 |
| 1927                    | 4,99                                | -                                           | -                                 |
| 1928                    | 5,00                                | -                                           | -                                 |
| 1929                    | 5,04                                | -                                           | -                                 |
| 1930                    | 5,05                                | -                                           | -                                 |
| 1931                    | 5,06                                | -                                           | -                                 |
| 1932                    | 5,94                                | -                                           | -                                 |
| 1933                    | 6,00                                | -                                           | -                                 |
| 1934                    | 10,80                               | -                                           | -                                 |
| 1935                    | 10,57                               | -                                           | -                                 |
| 1936                    | 10,50                               | -                                           | -                                 |
| 1937                    | 11,67                               | -                                           | -                                 |
| 1938                    | 14,13                               | -                                           | -                                 |
| 1939                    | 14,83                               | -                                           | -                                 |
| 1940                    | 16,04                               | -                                           | -                                 |
| 1941                    | 15,00                               | -                                           | -                                 |
| 1942                    | 14,39                               | -                                           | -                                 |
| 1943                    | 14,10                               | -                                           | -                                 |
| 1944                    | 14,03                               | -                                           | -                                 |
| 1945                    | 13,50                               | -                                           | -                                 |
| 1946                    | 13,50                               | -                                           | -                                 |
| 1947                    | 13,50                               | -                                           | 18,07                             |
| 1948                    | 13,50                               | -                                           | 18,05                             |
| 1949                    | 13,50                               | -                                           | 17,63                             |
| 1950                    | 15,15                               | -                                           | 18,38                             |
| 1951                    | 15,15                               | -                                           | 17,86                             |
| 1952                    | 15,15                               | -                                           | 17,44                             |
| 1953                    | 15,15                               | -                                           | 17,44                             |
| 1954                    | 15,15                               | -                                           | 17,42                             |
| 1955                    | 15,15                               | -                                           | 17,43                             |
| 1956                    | 15,15                               | -                                           | 18,49                             |
| 1957                    | 15,15                               | -                                           | 17,69                             |
| 1958                    | 15,15                               | -                                           | 16,71                             |
| 1959                    | 15,15                               | -                                           | 17,49                             |
| 1960                    | 15,15                               | -                                           | 17,61                             |
| 1961                    | 18,18                               | -                                           | 20,91                             |
| 1962                    | 18,18                               | -                                           | 22,73                             |
| 1963                    | 18,18                               | -                                           | 20,60                             |
| 1964                    | 18,18                               | -                                           | 18,59                             |
| 1965                    | 18,18                               | -                                           | 18,73                             |
| 1966                    | 18,18                               | -                                           | 19,93                             |
| 1967                    | 18,18                               | -                                           | 20,22                             |
| 1968                    | 18,18                               | -                                           | 24,68                             |
| 1969                    | 18,18                               | -                                           | 22,02                             |
| 1970                    | 25,25                               | -                                           | 23,17                             |
| 1971                    | 25,25                               | -                                           | 25,48                             |
| 1972                    | 25,25                               | -                                           | 26,17                             |
| 1973                    | 24,95                               | -                                           | 24,95                             |
| 1974                    | 24,95                               | -                                           | 25,06                             |
| 1975                    | 24,95                               | -                                           | 25,47                             |
| 1976                    | 24,95                               | 27,18                                       | 27,46                             |
| 1977                    | 24,95                               | 27,03                                       | 26,60                             |
| 1978                    | 24,95                               | 26,50                                       | 26,60                             |
| 1979                    | 24,95                               | 27,08                                       | 27,80                             |
| 1980                    | 24,95                               | 27,15                                       | 27,97                             |
| 1981                    | 24,95                               | 27,81                                       | 31,25                             |
| 1982                    | 30,25                               | 34,11                                       | 51,03                             |
| 1983                    | 45,01                               | 83,22                                       | 84,78                             |
| 1984                    | 63,55                               | 92,70                                       | 98,69                             |
| 1985                    | 71,75                               | 96,50                                       | 117,24                            |
| 1986                    | 96,50                               | 123,45                                      | 151,40                            |
| 1987                    | 95,00                               | 170,97                                      | 193,80                            |
| 1988                    | 194,45                              | 308.88                                      | 436,16                            |
| 1989                    | 390,00                              | 542,09                                      | 568,18                            |
| 1990                    | 390,00                              | 775,51                                      | 821,91                            |
| 1991                    | 390,00                              | 1060,42                                     | 1100,85                           |
| 1992                    | 390,00                              | 1576,87                                     | 1598,02                           |
| 1993                    | 394,91                              | 1989,44                                     | 1919,34                           |
| 1994                    | 2192,71                             | 2192,72                                     | 2197,22                           |
| 1995                    | 2552,09                             | 2552,08                                     | 2565,22                           |
| 1996                    | 3176,55                             | 3176,55                                     | 3190,19                           |
| 1997                    | 3983,07                             | 3983,07                                     | 3998,80                           |
| 1998                    | 5402,94                             | 5402,94                                     | 5446,44                           |
| 1999                    | 11 547,82                           | 11 547,82                                   | 11 786,80                         |
| Enero de 2000           | -                                   | 23 505,48                                   | 24 761,00                         |
| Febrero de 2000         | -                                   | 25 000,00                                   | 25 000,00                         |
| 1 a 12 de marzo de 2000 | -                                   | 25 000,00                                   | 25 000,00                         |
| 13 de marzo de 2000     | -                                   | -                                           | -                                 |

Fuente: BCE